# علاء محمود التميمي
علاء محمود التميمي هو سياسي ومهندس عراقي ولد في سنة 1952 في الفلوجة. حصل على شهادة البكلوريوس من جامعة بغداد في الهندسة المدنية، وثم أكمل دراسة الماجستير في جامعة السوربون عملَ في البرنامج النووي العراقي، وقال في كتابه (كنتُ أميناً على بغداد) "لا بد لي من تحية جميع من عمل في البرنامج النووي الوطني العراقي كجهد علمي وهندسي متميز وما حققوه من بحوث علمية أصيلة وإنجازات هندسية رصينة وخبرة كبيرة استثمرت لاحقاً بعد انتهاء حرب الخليج الثانية لإعادة بناء قطاع الكهرباء وقطاع النفط وتصليح ما تضرر من بنى تحتية جراء القصف الأمريكي الذي أعقب حرب الخليج الثانية عام 1991"، وبعد غزو العراق سنة 2003 اُنتخبَ في فترة حاكم الاحتلال الأمريكي بول بريمر ليشغل منصب أمين بغداد من سنة 2004 حتى سنة 2005، وبعد انتهاء دورته[بحاجة لمصدر] هاجر مع عائلته إلى الإمارات، وحالياً هو مستقر في أنتاريو في كندا.